# Peter Criss (альбом)
Peter Criss — сольный альбом  барабанщика и вокалиста американской рок-группы Kiss Питера Крисса, один из четырёх сольных альбомов участников KISS, выпущенных 18 сентября 1978 года.

## Об альбоме
Остальные альбомы выпущены Джином Симмонсом, Полом Стэнли и Эйсом Фрэйли. Альбом спродюсировал Вини Понша, который позже спродюсирует альбомы Dynasty (1979) и Unmasked (1980).
Из всех сольных альбомов Kiss 1978 года этот альбом занял худшие позиции в чартах, достигнув 43-го места в американском чарте «Биллбоард». С другой стороны, он также имел честь быть единственным альбомом из всех четырёх сольных альбомов 1978 года, у которого есть 2 сингла : «Don’t You Let Me Down» и «You Matter to Me».
Крисс выпустил кавер версию песни «Tossin’ and Turnin’», которая была хитом № 1 Бобби Льюса в США летом 1961 года. Песня была также перепета группой KISS в туре, посвященному альбому Dynasty.
Большинство материала было написано в 1971 году для группы Питера Lips, в которой он играл до Kiss.
Группа Harvey Milk сделала кавер версию песни «Easy Thing» для их сборника The Singles.

## Список композиций

### Сторона 1
1. "I'm Gonna Love You" (Питер Крисс, Стэн Пенридж) – 3:18
2. "You Matter to Me" (Вини Понциа, Майкл Морган, Джон Вастано) – 3:15
3. " Tossin' and Turnin' " (Риччи Адамс, Мало Рене) – 3:58
4. "Don't You Let Me Down" (Крисс, Пенридж) – 3:38
5. "That's the Kind of Sugar Papa Likes" (Крисс, Пенридж) – 2:59

### Сторона 2
1. "Easy Thing" (Крисс, Пенридж) – 3:53
2. "Rock Me, Baby" (Шон Дэлани) – 2:50
3. "Kiss the Girl Goodbye" (Крисс, Пенридж) – 2:46
4. "Hooked on Rock 'N' Roll" (Крисс, Пенридж, Понциа) – 3:37
5. "I Can't Stop the Rain"  (Шон Дэлани)  – 4:25

## Релизы
- Casablanca NBLP-7122 (18 сентября 1978): 1-й LP выпуск (с постером)
- Casablanca NBPIX-7122 (18 сентября 1978): Американский необычный вид винилового диска
- Mercury 314 532 386-2 (16 сентября 1997): Ремастированный CD (с постером)

## Участники записи
Эти музыканты играли на Peter Criss.
- Питер Крисс - вокал, ударные всех треков на стороне 1, и трек 4 на стороне 2, перкуссия на треке 3, сторона 2
- Аллен Шварцберг - Ударные на треках 1, 2, и 5 на стороне 2
- Билл Бодин - Бас на стороне 1, и трек 4 на стороне 2
- Нил Джейсон -  Бас на треках 1, 2, и 5 на стороне 2
- Арт Мансон - соло-гитара на стороне 1, и трек 4 на стороне 2
- Стэн Пенридж - Акустическая гитара на стороне 1, и треки 3 и 4 на стороне 2
- Эллиот Рэндалл - соло-гитара на "Easy Thing" и "I Can't Stop the Rain"
- Джон Тропеа - соло-гитара на треках 1, 2 и 5 на стороне 2
- Брендан Харкин - гитара на "Easy Thing"
- Стив Лукатер - гитарное соло на  "That's The Kind of Sugar Papa Likes" и "Hooked on Rock and Roll"
- Билл Куомо - клавишные на стороне 1, и 4 трек на стороне 2
- Ричард Герштейн - клавишные на треках 1, 2, и 5 трек на стороне 2
- Бэк-вокал - Дэви Фарагер, Томми Фарагер, Дэнни Фарагер, Джимми Фарагер, Максин Диксон, Максин Уиллард, Юлия Тилман, Питер Крисс, Стэн Пенридж, Вини Понциа, Энни Саттон, Гордон Гроди.
- Трубы аранжированы Томом Савиано
- Майкл Карнахан - соло саксофона на "Tossin" и "Turnin ', баритон-саксофон на "Hooked on Rock n' Roll"

## Хит-парады
Альбом - Журнал Билбоард (Северная Америка)
| Год  | Хит-парад  | Позиция |
| ---- | ---------- | ------- |
| 1978 | Pop Albums | 43      |

| Сертификатор | Сертификация | Продано   |
| ------------ | ------------ | --------- |
| RIAA (U.S.)  | Платиновый   | 1,000,000 |